# میریام عطاءالله
میریم عطاءالله بازیگری و خواننده سوری است که در شهر دیر عطیه متولد شد. او با شرکت در برنامه استارآکادمی به شهرت رسید. پس از آن به تلویزیون و سپس به سینمای سوریه پا گذاشت.